# 阿马瓦里库帕姆
阿马瓦里库帕姆（Ammavarikuppam），是印度泰米尔纳德邦Thiruvallur县的一个城镇。总人口9374（2001年）。

## 人口
该地2001年总人口9374人，其中男性4838人，女性4536人；0—6岁人口1351人，其中男719人，女632人；识字率66.23%，其中男性为78.44%，女性为53.20%。